# Oliver Rauhut
Oliver Rauhut (* 30. září 1969) je německý vertebrátní paleontolog. Jeho specializací je evoluce dinosaurů a druhohorních suchozemských obratlovců obecně. Během své kariéry popsal několik nových rodů dinosaurů, například rod Aviatyrannis, Condorraptor, Suchomimus, Xinjiangovenator a Brachytrachelopan. Je také autorem popisu jihoamerického jurského savce rodu Asfaltomylos.

## Dílo
Výběr z díla:
- Rauhut, O. W. M. (2003): A tyrannosauroid dinosaur from the Late Jurassic of Portugal. Palaeontology 46: 903-910.
- Rauhut, O. W. M. (2005): Osteology and relationships of a new theropod dinosaur from the Middle Jurassic of Patagonia. Palaeontology 48: 87-110.
- Rauhut, O. W. M., T. Martin, E. Ortiz-Jaureguizar, and P. Puerta. (2002): A Jurassic mammal from South America. Nature 416: 165-168.
- Rauhut, O. W. M., K. Remes, R. Fechner, G. Cladera, and P. Puerta. (2005): Discovery of a short-necked sauropod dinosaur from the Late Jurassic period of Patagonia. Nature 435: 670-672.
- Rauhut, O. W. M., and X. Xu. (2005): The small theropod dinosaurs Tugulusaurus and Phaedrolosaurus from the Early Cretaceous of Xinjiang, China. Journal of Vertebrate Paleontology 25: 107-118.
- Sereno, P. C., A. L. Beck, D. B. Dutheil, B. Gado, H. C. E. Larsson, G. H. Lyon, J. D. Marcot, O. W. M. Rauhut, R. W. Sadleir, * C. A. Sidor, D. J. Varricchio, G. P. Wilson, and J. A. Wilson. (1998): A long-snouted predatory dinosaur from Africa and the evolution of the spinosaurids. Science 282: 1298-1302.